# IC 2977
IC 2977 ist eine Galaxie vom Hubble-Typ Sm im Sternbild Zentaur am Südsternhimmel. Sie ist schätzungsweise 126 Millionen Lichtjahre von der Milchstraße entfernt. 
Das Objekt wurde am 29. Dezember 1897 von Lewis Swift entdeckt.